# Torreperogil
Torreperogil est une commune de la communauté autonome d'Andalousie, dans la province de Jaén, en Espagne.

## Géographie
Torreperogil est une province de Jaen, en Andalousie, situé au cœur de la région de La Loma, en bordure de Ubeda avec lequel il entretient des liens étroits. Souligne l'oléiculture comme la majorité de son utilisation des terres, notant que le rapport de l'agriculture de Torreperogil est sec et l'agriculture irriguée est à peu près la même.
Il y a aussi une petite zone de terres consacrées à la culture du raisin, qui fournit un vin de qualité estimé au niveau provincial, s'avère être l'une des rares villes à Jaen avec la production de vin. En ce qui concerne l'activité industrielle, l'industrie de la construction principale, fonctionnant à la fois à l'intérieur de la ville elle-même et le reste de la région, se classant troisième en nombre d'entreprises après Ubeda et Baeza.

## Histoire
Le nom « Torreperogil » vient du maître qui a construit la tour. Cet homme était l'un des exemples de la puissance des chevaliers castillans qui se sont installés dans les villages de la Loma de Úbeda. Mais Don Xil s'est distingué dans la conquête de Úbeda aux ordres de Ferdinand III en 1231.
Au Moyen Age, Torreperogil a été le théâtre d'importantes batailles et de luttes entre factions.
En 1369, Torreperogil est sous la juridiction de Pierre Ier de Castille qui y fut tué le 23 mars.
Torreperogil a obtenu son indépendance de l'Úbeda en 1635, l'année où elle a été accordée par Felipe IV.
Au cours des XVIe et XVIIe siècles, la commune a consolidé son agglomération et sa population. Au XIXe siècle a vu une expansion à la suite de la création d'un nouvel espace : le Paseo del Prado. Au cours de ce siècle, la ville s'était distinguée par sa lutte contre les Français en 1808, leur coopération dans les guerres carlistes et l'entretien de la milice nationale, et pour être les premiers à proclamer le roi Alphonse XII.

## Administration

### Municipalité
| Période                                  | Période | Identité | Étiquette | Qualité |
| ---------------------------------------- | ------- | -------- | --------- | ------- |
| N/A                                      | N/A     | N/A      | N/A       | Maire   |
| Les données manquantes sont à compléter. |         |          |           |         |

## Culture et patrimoine

### Culture
- Fête de San Anton, le 16 janvier. Description: autour de feux de camp, les pois chiches grillés sont mangés accompagnés par poinçon (boisson faite avec le vin de Torreperogil, de la soude et de sucre).
- Carnaval, Février. Description: cette fête païenne célébrée à Torreperogil depuis des temps immémoriaux, la tradition que, malgré les interdictions gouvernementales, est resté sous le franquisme et dans laquelle le mascarote, personnage costumé avec de vieux vêtements qui réprimande le public devient le personnage vrai carnaval.
- Fiestas de Santiago, Juillet. Description: fêtes de quartier traditionnelles organisées dans les environs de l'esplanade du sanctuaire de la patronne.
- Corpus Christi, Juin. Description: Corpus Christi à Torreperogil, peut admirer l'autel richement décoré, soulevant le conseil municipal et la procession du Saint-Sacrement et de la garde riche neuvième siècle, châsse en argent gothique.
- Cruces de Mayo mai. Description: orneront les rues et les places de la ville avec des autels dont la principale motivation est de Santa Cruz.
- Le pèlerinage en l'honneur de Saint-Jacques le 1er mai. Description: La tradition veut que la présence de l'apôtre Jacques dans la bataille de Lentiscar n'a vaincre les mûres hôtes. Les torreños, reconnaissant pour la victoire, il a érigé un sanctuaire à la ferme Le grenier, près du pont fermé, ici chaque année en mai, est desarrolla son pèlerinage et le bain à votre image montée sur un cheval. Le plus curieux de cette manifestation réside dans les jockeys de courses de chevaux vêtus de flamenco, Paseo de Santiago dans la matinée et l'après-midi, marquant le début et la fin de la partie.
- Fête de San Isidro, le 15 mai. Description: un défilé de chars, cavaliers et de matériel agricole qui accompagne l'image du saint qui est portée en procession sur un char magnifiquement décoré.
- Célébrations en l'honneur de saint Grégoire et de la Vierge de la Miséricorde, 6 au 11 septembre. Description: célébration de festivités en l'honneur de Notre-Dame de la Miséricorde et de Saint-Grégoire (d'après James "le Mineur", le second patron de la ville) au cours de la deuxième semaine de Septembre qui se distinguent par la course de taureaux à travers le matin (brandy taureau), par des taureaux de feu (un homme sous un fusées couvertes de cas taureau réprimande participants) et les festivals de flamenco et rock.

### Patrimoine urbain
- Dark Torres. Ces tours sont les plus représentatifs de l'ensemble urbain de Torreperogil. Ils faisaient partie de l'ancien château Don Xil Mais, au XIIIe siècle et qui a donné naissance à la ville. L'un est une tour carrée et l'autre, connu pour son clocher octogonal, a polygonale, est construit en pierre de taille puissants pour soutenir les remparts.
- Église de Santa Maria Maggiore. À l'origine gothique et réformé au XVIe siècle, est considéré comme l'un des premiers ouvrages classiques fabriqués en Espagne. Il est divisé en trois nefs avec deux couvertures magnifiques.
- Sanctuaire de la Vierge de la Miséricorde: Il a été construit entre 1593 et 1634. À l'intérieur d'une nef rectangulaire, restauré dans les années 1960, couverte d'une voûte en berceau avec des lunettes et articulés avec cinq niches sur chaque chapelles latérales. La façade principale a été construite entre 1960 et 1965, avec un arc encadré de pilastres au sein d'un rectangle surmonté d'un grand fronton triangulaire.
- L'image de la Vierge de la Miséricorde, patron de Torreperogil, est anonyme et a été sculpté à Cordoue en 1939, Manuel Mesa, l'a restauré en 1960.

### Patrimoine naturel
- Cañada Real El Paso. Sur une voie de passage antique, est une zone de loisirs avec parking, zones ombragées, des installations pour le plaisir des enfants, où des barbecues et des tables de repas. Il a également un établissement qui sert de la nourriture et des boissons, situé à 1 km à l'ouest du centre-ville.
- Pont Fermé est une régulation de réservoir du bassin, une partie du fleuve Guadalquivir, où on peut admirer le paysage typique d'une zone humide et l'avifaune abondante qui constitue l'écosystème: le butor étoilé, grande aigrette, cygne, canard ral, canard souchet et la foulque macroule. Il y a plusieurs établissements qui servent de la nourriture et des boissons aux visiteurs. Situé à 13 km au sud du centre-ville, dans la vallée du Guadalquivir.

## Médias locaux
- Radio Loma, La radio de Torreperogil (107.7 FM)
- « TorresOscuras.com »(Archive.org • Wikiwix • Archive.is • Google • Que faire ?)
- LaLomaNoticias.com(proximamente)

## Personnalités liées à la commune
- Antoñita Peñuela, chanteuse de Flamenco, a passé son enfance dans la commune.